# Эмавиль
Эмави́ль (фр. Aymavilles) — коммуна в Италии, располагается в автономном регионе Валле-д’Аоста.
Население составляет 1932 человека (2008 г.), плотность населения составляет 36 чел./км². Занимает площадь 53 км². Почтовый индекс — 11010. Телефонный код — 0165.
Покровителем коммуны почитается Господь Вседержитель, празднование 24 ноября.

## Демография
Динамика населения:

## Галерея
- Панорама
- Панорама деревни Озэн (фр. Ozein)
- Храм святого Леодегара Отёнского (фр. église Saint-Léger d'Autun)
- Древнеримский мост-аквадук Пон-д'Эль (фр. Pont d'Aël) над потоком Гранд-Эйвья (фр. Grand-Eyvia), при входе в Коньскую долину (фр. val de Cogne)
- Эмавильский замок
- Храм деревни Озэн (фр. Ozein)
- Виноградники на холме Ле-Крет (фр. Les Crêtes)
- Мэрия